# Konstantine Kawtaradze
Konstantine Kawtaradze (gruz. კონსტანტინე ქავთარაძე, ur. 19 maja 1966 w Tbilisi) – gruziński dyplomata, w latach 2006–2011 ambasador w Polsce, od 2011 ambasador w Szwecji i Finlandii.

## Życiorys
W 1990 ukończył studia filologiczne na uniwersytecie w Tbilisi, a w 1994 studia w Akademii Dyplomatycznej w Wiedniu.
W latach 1983–1985 pracował jako asystent reżysera w Gruzińskiej Rozgłośni Publicznej. Po ukończeniu studiów rozpoczął pracę w gruzińskiej dyplomacji. Początkowo był zatrudniony w wydziale współpracy gospodarczej, a od 1991 w wydziale współpracy kulturalnej i humanitarnej Ministerstwa Spraw Zagranicznych. W latach 1993–1994 pracował w Stałym Przedstawicielstwie Gruzji przy OBWE.
Przez rok pełnił funkcję naczelnika wydziału w Departamencie Kultury MSZ, a od 1995 był wicekonsulem w Konsulacie Generalnym w Atenach. Po powrocie do Gruzji w 2000 objął stanowisko naczelnika wydziału w Departamencie Organizacji Międzynarodowych MSZ. W latach 2001–2004 był wicedyrektorem i dyrektorem Departamentu Międzynarodowej Współpracy Kulturalnej MSZ. Od 2004 do 2006 pełnił funkcję wiceministra spraw zagranicznych.
W kwietniu 2006 został Ambasadorem Pełnomocnym i Nadzwyczajnym Republiki Gruzji w Warszawie. Po zakończeniu misji w 2011 powrócił do pracy w centrali MSZ. W czerwcu tego samego roku objął stanowisko Ambasadora Gruzji w Królestwie Szwecji i Republice Finlandii.
Deklaruje znajomość języka angielskiego, polskiego, greckiego i rosyjskiego.